# Nannastacus unguiculatus
Nannastacus unguiculatus is een zeekommasoort uit de familie van de Nannastacidae. De wetenschappelijke naam van de soort is voor het eerst geldig gepubliceerd in 1859 door Bate.